# 次氯酸叔丁酯
次氯酸叔丁酯是一种有机化合物，化学式为(CH3)3COCl，它是无色（有时候呈浅黄色）液体，是次氯酸酯的一员，有着O–Cl键。它的性质活泼，可用于氯化反应。它可由叔丁醇在碱的存在下的氯化反应得到：
(CH3)3COH  +  Cl2  + NaOH  →   (CH3)3COCl  +  NaCl  +  H2O
次氯酸叔丁酯可用于制备有机氯胺：
R2NH  +  t-BuOCl  →  R2NCl  +  t-BuOH